# 小山政種
小山 政種（おやま まさたね）は、安土桃山時代の小山氏当主。

## 生涯
小山秀綱の子として生まれる。幼名は伊勢千代丸。母は成田氏長の娘。兄（異母兄か?）に高綱と秀広、姉妹に岡本禅哲（佐竹氏家臣）室がいる。
天正3年（1575年）2月半ば、小山氏は、北条氏によって祇園城を攻略された（別説あり。後述）。秀綱・政種父子は、佐竹義重を頼って常陸国に落ちのび、同国那珂郡古内宿（現在の茨城県城里町）に身を置いた。佐竹氏を頼ったのは、同氏の重臣・岡本禅哲に秀綱の娘が嫁いでいたことも理由に挙げられる。岡本氏は、小山氏の一族だったとされている。
天正5年（1577年）8月、伊勢神宮に祇園帰城の願をかけている。天正8年（1580年）頃、元服し、政種と名乗った。この時期に小山家当主を継いだと推測される。
同年末から天正9年（1581年）1月か2月頃、常陸国で没した（「常陸日月牌過去帳」）。享年14（「小山系図」）。このため、父・秀綱が小山氏当主に復帰したと推測される。

## 祇園城開城の時期について
従来、北条氏によって祇園城を攻略されたのは天正3年（1575年）2月のこととされてきた。近年、その時期を同4年（1576年）12月とする説が提起されている。
その根拠として、天正3年3月から6月にかけて、父・秀綱が複数の家臣に対し、土地を宛てがったり、軍功を賞して官途や受領名を与えたりしており、これらが事実とすれば、開城後にこうしたことを行うとは考えにくいことが挙げられる。
松本一夫は、北条氏政の書状の内容から、開城の時期を天正4年12月下旬頃ではないかとしている（なお、この書状の時期について天正3年12月とみる研究者もいるという）。